# Jänissaari (ö i Finland, Lappland, Östra Lappland, lat 66,16, long 27,93)
Jänissaari är en ö i Finland.   Den ligger i kommunen Posio  i den ekonomiska regionen  Östra Lapplands ekonomiska region  och landskapet Lappland, i den norra delen av landet, 700 km norr om huvudstaden Helsingfors.